# Víctor Ruiz (hiszpański piłkarz)
Víctor Ruiz Torre (ur. 25 stycznia 1989 w Esplugues de Llobregat) – hiszpański piłkarz, grający na pozycji środkowego obrońcy w tureckim klubie Beşiktaş JK.

## Kariera
Karierę rozpoczynał w klubie ze swojego rodzinnego miasta, UD Cornellà. W 2005 r., w wieku 15 lat, przeniósł się do szkółki Espanyolu, a w 2008 r. został przeniesiony do drużyny rezerw. Z drużyną rezerw wywalczył mistrzostwo Tercera División. Debiut w pierwszej drużynie Espanyolu zaliczył 6 grudnia 2009 r. Pierwszego gola zdobył 21 lutego 2010 r. w meczu przeciwko Máladze. Kolejnego gola zdobył 11 kwietnia 2010 r. w meczu z Atlético Madryt. W całym sezonie rozegrał 22 mecze. W kolejnym sezonie zagrał w 15 meczach Espanyolu do czasu gdy 27 stycznia 2011 r. podpisał kontrakt z SSC Napoli, gdzie przeniósł się za 6 mln euro.
29 sierpnia 2011 podpisał 5-letni kontrakt z Valencia CF.